# Ilse Paulis
Ilse Paulis (Leiderdorp, 30 juli 1993) is een Nederlandse roeister. Zij werd in 2016 olympisch kampioen in de lichtgewicht dubbeltwee samen met Maaike Head.

## Loopbaan
Paulis begon als negenjarige met roeien bij de Roeivereniging Salland. Haar internationale carrière begon ze in 2010 op het wereldkampioenschap junioren met een zesde plaats in de dubbel twee. In 2011 won ze zilver met de dubbelvier.
Sinds 2012 roeit ze bij ASR Nereus. Voor haar studie medicijnen aan de Vrije Universiteit Amsterdam was ze verhuisd naar de hoofdstad. Ook bij haar nieuwe vereniging bleef ze succesvol. In 2013 deed ze mee aan het WK tot 23 in twee bootklassen; ze eindigde als zevende in de dubbelvier en behaalde een zesde plaats in de acht. In 2014 deed ze wederom mee aan het WK tot 23 jaar en won ze zowel in de lichte skiff als in de dubbelvier. In 2014 maakte ze ook deel uit van de ploeg die in Amsterdam wereldkampioen werd in de klasse lichte dubbelvier.
Op verzoek van bondscoach Josy Verdonkschot stapte Paulis in maart 2015 samen met Maaike Head in de lichtgewicht dubbeltwee. In eerste instantie was dat geen succes en miste het duo met een veertiende plaats op het WK directe kwalificatie voor de Olympische Zomerspelen in Rio de Janeiro. Een jaar later wonnen ze echter goud met een wereldrecord tijdens de wereldbekerwedstrijden in Poznan, goud op de Europese kampioenschappen in Brandenburg an der Havel en goud op het olympisch kwalificatietoernooi in Luzern.
Paulis en Head wonnen op de Olympische Zomerspelen van 2016 goud in de klasse lichte dubbeltwee. Tijdens de huldiging op 24 augustus 2016 werd Paulis koninklijk onderscheiden voor haar prestatie door koning Willem Alexander. Ze werd benoemd tot Ridder in de Orde van Oranje-Nassau.
Na de Spelen stopte Head met roeien. Paulis vormde vervolgens een duo met Marieke Keijser, met wie zij in 2017 in de lichte dubbeltwee zilver won op het EK in Tsjechië. In de jaren daarna volgde zelfs twee keer goud, op het EK van 2018 in Glasgow en nogmaals op het EK van 2020 in Poznań. Op de Wereldkampioenschappen in 2018 en 2019 werd door het duo respectievelijk brons en zilver behaald.
In de finale tijdens de Olympische Zomerspelen van Tokio in 2021 lagen Keijser en Paulis op koers voor een gouden medaille, totdat Keijser een dertigtal meter voor de finish een misslag maakte. Voor het duo restte niets anders dan het brons.

## Persoonlijk
Paulis werd geboren in Leiderdorp en groeide op in het Drentse Dalen. Ze is de oudere zus van roeisters Bente Paulis en Femke Paulis.
In 2023 was Paulis een van de deelnemers aan het 23e seizoen van het RTL 4-programma Expeditie Robinson, ze behaalde de finale waar ze eindigde als verliezend finalist.

## Resultaten

### Olympische Zomerspelen
| Jaar | Plaats         | Resultaten               | Teamgenoot      |
| ---- | -------------- | ------------------------ | --------------- |
| 2016 | Rio de Janeiro | in de lichte dubbel-twee | Maaike Head     |
| 2021 | Tokio          | in de lichte dubbeltwee  | Marieke Keijser |

### Wereldkampioenschappen
| Jaar | Plaats              | Resultaten                         | Teamgenoten                        |
| ---- | ------------------- | ---------------------------------- | ---------------------------------- |
| 2014 | Amsterdam           | in de lichte dubbelvier            | Kraaijkamp/Wörner/Head             |
| 2015 | Aiguebelette-le-Lac | 14e in de lichte dubbeltwee        | Maaike Head                        |
| 2018 | Plovdiv             | in de lichte dubbeltwee            | Marieke Keijser                    |
| 2019 | Ottensheim          | in de lichte dubbeltwee            | Marieke Keijser                    |
| 2021 | Shanghai            | Afgelast vanwege de coronapandemie | Afgelast vanwege de coronapandemie |

### Europese kampioenschappen
| Jaar | Plaats                 | Resultaten                 | Teamgenoot       |
| ---- | ---------------------- | -------------------------- | ---------------- |
| 2016 | Brandenburg a.d. Havel | in de lichte dubbeltwee    | Maaike Head      |
| 2017 | Račice                 | in de lichte dubbeltwee    | Marieke Keijser  |
| 2018 | Glasgow                | in de lichte dubbeltwee    | Marieke Keijser  |
| 2019 | Luzern                 | 7e in de lichte dubbeltwee | Martine Veldhuis |
| 2020 | Poznań                 | in de lichte dubbeltwee    | Marieke Keijser  |
| 2021 | Varese                 | in de lichte dubbeltwee    | Marieke Keijser  |

### Wereldbeker
| Jaar | Plaats          | Resultaten                 | Teamgenoot        |
| ---- | --------------- | -------------------------- | ----------------- |
| 2015 | Bled            | Niet deelgenomen           | Niet deelgenomen  |
| 2015 | Varese          | Niet deelgenomen           | Niet deelgenomen  |
| 2015 | Luzern          | 7e in de lichte dubbeltwee | Maaike Head       |
| 2016 | Varese          | 4e in de lichte dubbeltwee | Elisabeth Woerner |
| 2016 | Luzern          | Niet deelgenomen           | Niet deelgenomen  |
| 2016 | Poznań          | in de lichte dubbeltwee    | Maaike Head       |
| 2018 | Belgrado        | in de lichte dubbeltwee    | Marieke Keijser   |
| 2018 | Linz/Ottensheim | in de lichte dubbeltwee    | Marieke Keijser   |
| 2018 | Luzern          | Niet deelgenomen           | Niet deelgenomen  |
| 2019 | Plovdiv         | in de lichte dubbeltwee    | Martine Veldhuis  |
| 2019 | Poznań          | Niet deelgenomen           | Niet deelgenomen  |
| 2019 | Rotterdam       | in de lichte dubbeltwee    | Marieke Keijser   |
| 2021 | Zagreb          | Niet deelgenomen           | Niet deelgenomen  |
| 2021 | Luzern          | Niet deelgenomen           | Niet deelgenomen  |
| 2021 | Sabaudia        | in de lichte dubbeltwee    | Marieke Keijser   |

### Europees olympisch kwalificatietoernooi
| Jaar | Plaats | Resultaten                      | Teamgenoot                      |
| ---- | ------ | ------------------------------- | ------------------------------- |
| 2016 | Luzern | in de lichte dubbeltwee         | Maaike Head                     |
| 2021 | Varese | Reeds gekwalificeerd voor de OS | Reeds gekwalificeerd voor de OS |

### Wereldkampioenschappen onder 23
| Jaar | Plaats     | Resultaten          | Teamgenoten                                                        |
| ---- | ---------- | ------------------- | ------------------------------------------------------------------ |
| 2013 | Ottensheim | 7e in de dubbelvier | Taselaar/Fischer/Robbers                                           |
| 2013 | Ottensheim | 6e in de acht       | de Jong/van der Togt/Bernhard/Lantink/Robbers/Bas/Lanz/van Tilburg |
| 2014 | Varese     | in de lichte skiff  | n.v.t.                                                             |

### Wereldkampioenschappen junioren
| Jaar | Plaats | Resultaten          | Teamgenoten          |
| ---- | ------ | ------------------- | -------------------- |
| 2010 | Račice | 6e in de dubbeltwee | Anne Fischer         |
| 2011 | Eton   | in de dubbelvier    | Robbers/Fischer/Lanz |

1996: Constanța Burcică & Camelia Macoviciuc ·
2000: Constanța Burcică & Angela Alupei ·
2004: Constanța Burcică & Angela Alupei ·
2008: Marit van Eupen & Kirsten van der Kolk ·
2012: Katherine Copeland & Sophie Hosking  ·
2016: Ilse Paulis & Maaike Head ·
2020: Valentina Rodini & Federica Cesarini ·
2024: Emily Craig & Imogen Grant